# الحركة العمالية الثورية المستقلة
الحركة العمالية الثورية المستقلة (بالإسبانية: Movimiento Obrero Independiente y Revolucionario) هي حزب يساري في كولومبيا تأسس عام 1970. كان فرانسيسكو موسكيرا مؤسس الحزب وزعيمه الأيديولوجي. في أغسطس 1994 توفي، وبعد ذلك أصبح هيكتور فالنسيا الأمين العام للحزب. في عام 2008 توفي فالنسيا وانتخب زعيم النقابة جوستافو تريانا، نائب رئيس أكبر اتحاد في البلاد، أمينًا عامًا.
يصف نفسه بأنه «حزب سياسي للطبقة العاملة. مهمته الأساسية هي قيادة الصراع الطبقي البروليتاري في كولومبيا من أجل تحررها النهائي، وتأسيس الاشتراكية في كولومبيا، وتحقيق الشيوعية. الدفاع عن مصالح الشعب والأمة الكولومبية وهدفه المباشر هو الثورة الديمقراطية الجديدة».
في عام 2006، اتحد الحزب مع الحركات الثورية والديمقراطية الأخرى في القطب الديمقراطي البديل. يعمل الحزب مع المزارعين في «الرابطة الوطنية للإنقاذ الزراعي»، مع الطلاب في «منظمة الطلاب الكولومبية»، مع العمال الصناعيين، مع المستهلكين «الرابطة الوطنية لمستخدمي الخدمات العامة» والمثقفين «مركز دراسات العمل».
يُطلق على جناح الشباب في الحزب اسم «الشباب الوطني».
في الانتخابات التشريعية لعام 2002، فاز الحزب بمقعد في مجلس الشيوخ مع سيناتور يُدعى خورخي إنريكي روبليدو. في وقت لاحق في الانتخابات التشريعية في عامي 2006 و2010، أعيد انتخابه سيناتورًا بإجمالي 80,969 و165,339 صوتًا على التوالي، وهي المرة الأخيرة التي حصل فيها على ثالث أكبر صوت في تلك الانتخابات. اعتبرت مجلة الأخبار الاقتصادية الكولومبية «بورتافوليو» روبليدو أفضل عضو في مجلس الشيوخ لكولومبيا لجهوده في الدفاع عن الزراعة والعمال والتعليم والصحة والاقتصاد الوطني ومستخدمي الخدمات العامة والسيادة الكولومبية والديمقراطية.

## نتائج الانتخابات
| انتخابات | الأصوات | النسبة   | المقاعد | +/– |
| -------- | ------- | -------- | ------- | --- |
| 2002     | 45,703  | %0.5 #37 | 1 / 102 | ▲   |

## روابط خارجية
- الموقع الرسمي
- موقع «مركز دراسات العمل»